# 油頁岩
油頁岩（英語：Oil shale）或油母页岩，是種有細緻顆粒度，富含有機物的沉積岩，含有可產出液態碳氫化合物的油母質（是種固體有機化合物混合體）。油頁岩除油母質外，一般的成分為無機物和瀝青。根據沉積環境，油頁岩可分為海相、湖相和陸相三種。油頁岩與含油頁岩不同，含油頁岩含有石油（緻密油），有時可用鑽井方式開採。含油頁岩的例子有巴肯地層、皮爾里頁岩、尼奧布拉拉地層和鷹津頁岩。因此從油頁岩中提煉的頁岩油不應與緻密油混淆，但緻密油也常被稱為頁岩油。
油頁岩的堆積遍布世界各地，包括在美國的幾處主要礦藏。在2016年發表的全球礦藏估計，油頁岩資源總量約有6.05兆桶（9,620億立方米）石油當量。油頁岩因具有豐富石油資源的潛力而受到關注。但開發油頁岩礦藏的嘗試收效不大，已知的只有愛沙尼亞和中國擁有完備的油頁岩產業，而巴西、德國和俄羅斯只在某種程度上用到這種資源。
油頁岩可作為低階燃料直接在鍋爐中燃燒，用於發電和區域供熱，或當作化學和建築材料的原材料。把油頁岩加熱到足夠的溫度會導致其所含的油母質被熱裂解，化為蒸氣，冷卻之後，可凝結成頁岩油（非常規石油)與不會凝結的油頁岩氣（可作燃料使用）。頁岩油是常規石油的替代品；但無論是在經濟上還是在環境影響方面，開發頁岩油的成本都高於常規石油。開採和提煉油頁岩會引發一系列的環境問題，諸如土地利用、廢棄物管理、水資源、水污染、溫室氣體排放和空氣污染。

## 地質學

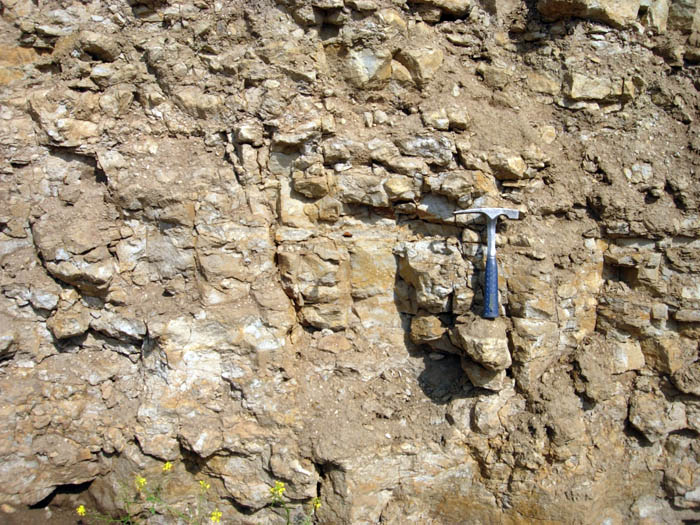
位於愛沙尼亞北部的奧陶紀油頁岩（庫克賽特油頁岩）露頭。

油頁岩是種富含有機物的沉積岩，屬於腐泥類燃料。它沒明確的地質定義，沒特定的化學公式，也沒十分明確的定界。不同油頁岩，其礦物含量、化學成分、年齡、油母質類型和沈積歷史差異很大，並非所有油頁岩都須被嚴格歸類為頁岩。根據澳大利亞沃隆崗大學的岩石學家阿德里安·C·赫頓（Adrian C. Hutton）的說法，油頁岩不是“地質學或地球化學上獨特的岩石，而是個‘經濟’稱法”。其具有共同定義的特徵是在低沸點有機溶劑中呈低溶解度，而在熱裂解時可產生液態有機產物。地質學家可根據油頁岩的組成把油頁岩分類為富含碳酸鹽的頁岩、富含二氧化矽的頁岩或是坎內爾煤。
油頁岩與其他所謂的非常規資源，例如油砂和非常規油氣儲層（含有緻密油）、腐殖質煤和碳質頁岩不同。雖然油母質確實由油脂的生物降解產生，但熱量和壓力尚未將其轉化為石油，即表示它的地質成熟度尚在早期的地質催化階段。.
一般油頁岩的成分包含無機基質、瀝青和油母質。雖然油頁岩中的瀝青可溶於二硫化碳，但油母質不會溶解，可能也含有鐵、釩、鎳、鉬和鈾。油頁岩所含的有機物佔比低於煤。在商業級油頁岩中，有機質與礦物質的佔比大約各為0.75:5和1.5:5之間。同時，油頁岩中有機物的氫碳原子比 (H/C) 比原油低約1.2至1.8倍，比煤高約1.5至3倍。油頁岩的有機成分來自多種生物體，例如藻類、孢子、花粉、植物角質層和草本植物及木本植物的軟木碎片，以及其他水生和陸地植物的細胞碎片。一些礦藏中含有相當多的化石；位於德國的梅塞爾坑具有聯合國教科文組織給予世界遺產的地位。油頁岩中的礦物質包括各種細粒矽酸鹽和碳酸鹽。無機基質可能含有石英、長石、粘土（主要是伊利石和亞氯酸鹽）、碳酸鹽（方解石和白雲石）、黃鐵礦和其他某些礦物。
另有一稱為van Krevelen圖的，根據油頁岩原始有機質的氫、碳和氧含量組成的油母質作分類。最常用的油頁岩分類由阿德里安·C·赫頓在1987年至1991年間開發，採用的是煤炭學術語中的岩相學用法。根據初始生物質礦藏的環境而把油頁岩界定為陸地、湖泊（湖底沉積）或海洋（海底沉積）三種。已知的油頁岩幾乎全來自水生（海洋、湖泊）環境。赫頓的分類法已被證明可助於估計提煉油品的產率和組成。

## 資源

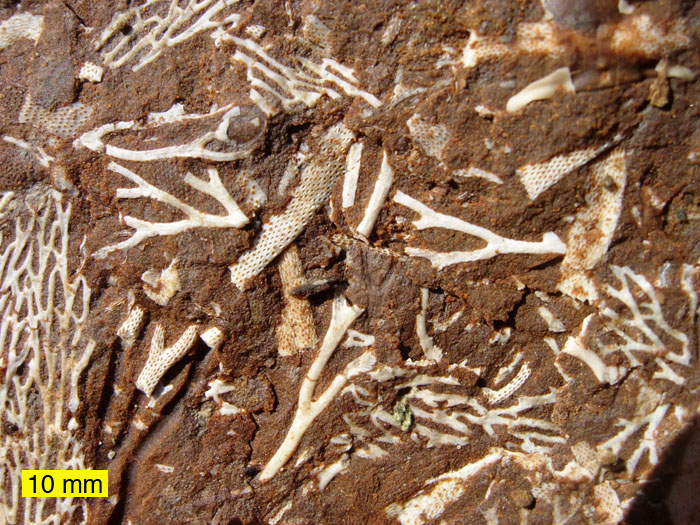
在愛沙尼亞北部庫克賽特油頁岩中的化石。

油頁岩礦藏是多數常規石油儲層的起源，遍布於世界各產油區，但其中大部分因位於太深處而無法經濟化的開採。分析師把油頁岩資源和油頁岩儲量區分開，與針對常規石油和天然氣的歸類相同。“資源”是指所有油頁岩礦藏，而“儲量”指的是生產者可用現有技術，經濟化開採的礦藏。由於提煉技術不斷演進，規劃人員只能就可採收油母質的數量做估計。許多國家都擁有油頁岩資源，但只有33個國家擁有已知，且具有經濟開發價值的礦藏。已經探明的礦藏被歸類為儲量，包括有美國西部的格林河地層、澳大利亞昆士蘭州的第三紀礦藏、瑞典和愛沙尼亞的礦藏、約旦的Al-Lajjun礦藏，以及在法國、德國、巴西、中國、蒙古國南部和俄羅斯的礦藏。使用費雪分析法，這些礦藏每噸油頁岩估計至少可產出40升頁岩油，而引發人們的期望。
在2016年所做的估計，世界油頁岩資源總量相當於6.05兆桶（9,620億立方米）頁岩油當量，其中美國的佔世界總量的80%以上。而世界已探明的常規石油儲量估計為16,976億桶（2,699億立方米）。世界上最大的油頁岩礦藏位於美國的格林河地層，覆蓋科羅拉多州、猶他州和懷俄明州三個州的部分地區；此資源中大約有70%位於美國聯邦政府擁有或管理的土地上。除美國的80%資源佔比；其他擁有資源的重要國家有中國、俄羅斯和巴西。符合可經濟開採的油頁岩的數量則尚為未知數。

## 歷史

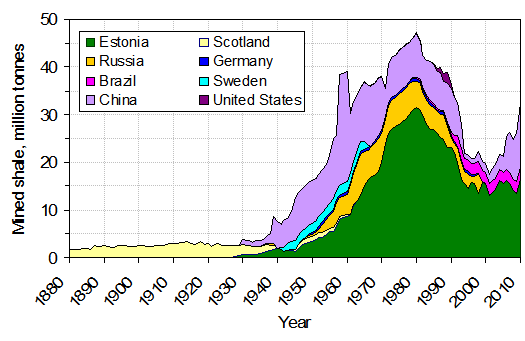
世界各國油頁岩產量線圖（單位：百萬公噸，期間：1880年-2010年，作者：Pierre Allix及Alan K. Burnham（美國地質調查局）。。

人類自史前時代起就使用油頁岩作為燃料，原因是此材料通常不需任何加工即可使用。它也被用於裝飾和建築。鐵器時代居住在大不列顛島的凱爾特布立吞人曾把油頁岩拋光，製成裝飾品。公元前3000年左右，美索不達米亞當地人使用“岩油”修築道路和作為建材的粘合劑。 
在公元10世紀，亞述人醫生馬里迪尼首度描述一種從“某種瀝青頁岩”中提煉石油的方法。英國王室於1694年授予三人（Martin Eele、Thomas Hancock和William Portlock）一項專利，因為這些人“找到一種方法，可從一種石頭中提煉和製造大量的瀝青、焦油和石油。”
現代工業化開採油頁岩始於1837年的法國，隨後在蘇格蘭、德國和其他幾個國家也跟進。19世紀的運作重點是生產煤油、燈油和石蠟；主要是滿足第一次工業革命期間不斷增長的照明需求。另外也生產燃料油、潤滑油和油脂，以及硫酸銨。歐洲油頁岩產業在第一次世界大戰前夕迅速擴張，因為常規石油資源尚未開發，大量生產汽車和卡車的結果增加對汽油的需求。

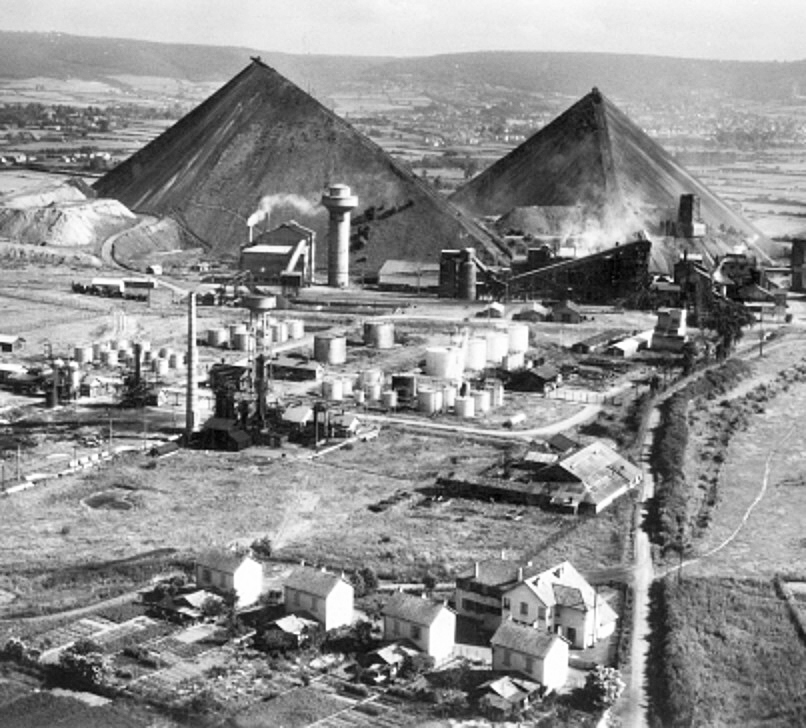
19世紀在法國中東部城市歐坦的油頁岩礦場。

愛沙尼亞和中國的油頁岩產業在第二次世界大戰後仍繼續增長，但大多數其他國家因為高昂的生產成本和有廉價常規石油來源而選擇放棄。由於發生1973年石油危機，世界油頁岩產量在1980年達到4,600萬噸的峰值，但又因在1980年代發現大量的常規石油資源，油頁岩產量在2000年降至約1,600萬噸。
美國油頁岩產業於1980年代初世界油價下跌時崩潰。1982年5月2日是個所謂的“黑色星期天”，因為埃克森美孚在當天宣布取消其在科羅拉多州名為降落傘的附近，金額達到50億美元的殖民地頁岩油項目 ，原因是油價低迷和開支增加。有2,000多名工人遭到解僱，當地發生許多房地產遭金融機構扣抵以及小企業倒閉事件。雷根總統於1986年簽署1985年統一綜合預算協調法案，廢除合成液態燃料計劃。
全球油頁岩產業於21世紀初開始復蘇。美國油頁岩開發計劃於2003年啟動。2005年能源政策法案在科羅拉多州、猶他州和懷俄明州公共土地引入商業租賃計劃，以供開發油頁岩和油砂資源。

## 產業

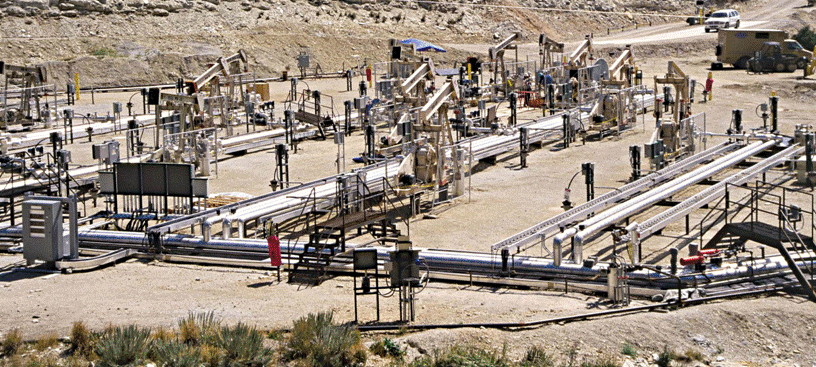
殼牌在美國科羅拉多州皮森斯盆地的原位（in situ）開採頁岩油試驗場

截至2008年，主要使用油頁岩的國家有巴西、中國、愛沙尼亞，德國和俄羅斯也使用到某個程度。有幾個國家開始評估其儲量，或是建立試驗性工廠，也有幾個國家把這個產業淘汰。愛沙尼亞、巴西和中國開採油頁岩以提煉頁岩油；愛沙尼亞、中國和德國燃燒油頁岩來發電；愛沙尼亞、德國和中國將之用於水泥生產；中國、愛沙尼亞和俄羅斯將之用於化學工業。
截至2009年，愛沙尼亞開採的油頁岩佔全世界的80%，主要供給該國多個燃燒油頁岩發電廠使用，裝機容量為2,967兆瓦 (MW)，而中國的油頁岩電廠裝機容量為12兆瓦，德國為9.9兆瓦。 截至2020年，約旦正建造一座470兆瓦裝置容量的油頁岩發電廠。以色列、羅馬尼亞和俄羅斯曾運營過以油頁岩為燃料的發電廠，但已將其關閉，或是改用其他燃料（如天然氣）。埃及等國家已計劃建造以油頁岩為燃料的發電廠，而加拿大和土耳其則計劃將油頁岩與煤炭一起燃燒發電。油頁岩是愛沙尼亞發電廠的主要燃料，該國在2016年有90.3%的發電量由燃燒油頁岩產生。
根據世界能源理事會的數據，世界在2008年從油頁岩提煉的頁岩油總產量為93萬噸，相當於每天17,700桶（2,810立方米/天），其中中國佔375,000噸，愛沙尼亞佔355,000噸，巴西佔200,000噸。相對的，2008年常規石油和天然氣凝析油的產量共有39.5億噸（或8210萬桶/天，13.1×106立方米/天）。

## 開採及加工

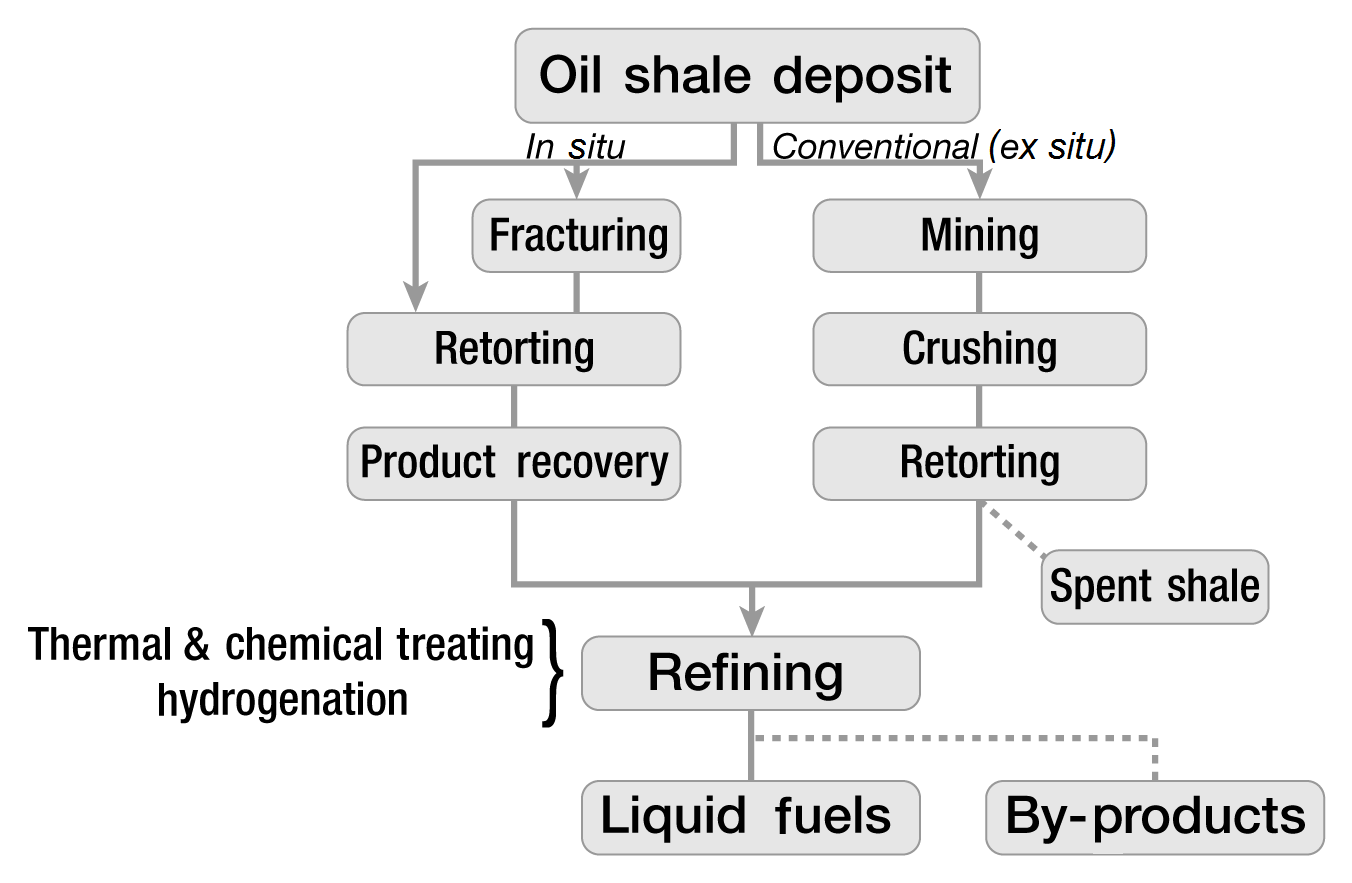
頁岩油開採與提煉概述。

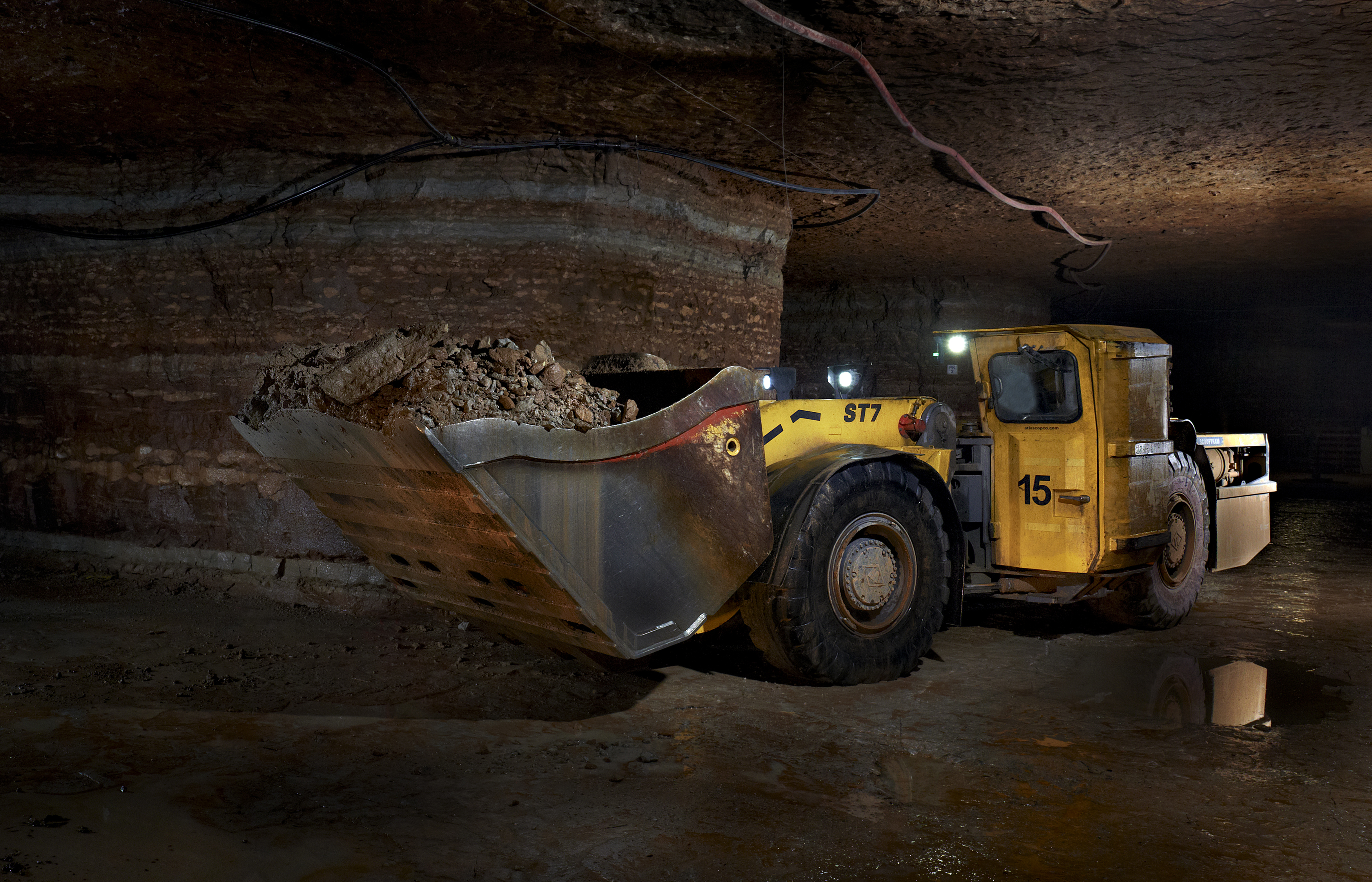
Viru Keemia Grupp控股（VKG）在愛沙尼亞東北部村莊歐扎瑪的地下採油頁岩作業。

大多數油頁岩的利用是透過開採，經運輸，或是直接燃燒發電，或是進一步加工。最常見的採礦方式是露天採礦和礦層採礦。這兩種方式會先去除大部分上覆地層後，再開挖曝露的沉積物，這在沉積物很接近地表時才具有經濟性。另一種開採在地下的油頁岩，用的是房柱式採礦法。
從油頁岩中提煉有用的成分通常在地上完成（稱為異地（ex-situ）加工），但有一些較新的技術，是在礦藏所在的地下進行（稱為現場，或是原位（in situ）加工）。無論是異地或是原位加工，熱裂解的化學過程都會把油頁岩中的油母質轉化為頁岩油（合成原油）和油頁岩氣。大多數轉化技術均為在無氧條件下將頁岩加熱，直到油母質分解（熱裂解）成氣體、凝析油和固體殘渣的溫度（通常在450 °C(842 °F) 和500 °C (932 °F) 之間）。分解過程在300 °C(572 °F）即開始，但在較高溫度時會更快、更完全。
原位加工採取對地下油頁岩加熱。此類加工與異地加工相比，可從給定的土地區域中得到更多的油品，原因是可比露天採礦達到更深的礦藏部位。已有幾家公司獲得原位乾餾法的專利，但其中大多數仍處於實驗階段。原位工藝有兩種：純粹原位加工，此法不涉及挖掘油頁岩，而改良原位加工會把部分上層油頁岩破碎（採炸藥爆破，成為瓦礫煙囪）以利熱、產生的油頁岩氣及熱裂解的油品流動，便於將後兩種採收。
獲得專利的油頁岩乾餾技術有數百種；但只有幾十項經過測試。到2006年，仍在商業運作的僅有4種 - Kiviter工藝、Galoter工藝、撫順工藝和Petrosix工藝。。

## 應用與產品
油頁岩被用作火力發電廠的燃料，像煤一樣燃燒而產生蒸氣來驅動蒸氣渦輪機；其中一些工廠採熱電聯產，可為周遭的家庭和企業供暖。油頁岩除用作燃料外，還可用於生產特種碳纖維、碳吸附劑、炭黑、酚、樹脂、黏合劑、鞣製劑、膠泥、鋪路瀝青、水泥、磚塊、建築和裝飾塊、土壤添加劑、肥料、岩棉（絕緣用）、玻璃和醫藥產品。然而，用於生產前述產品的油頁岩使用量仍很少，或僅處於試驗開發階段。有時在提煉頁岩油時會產生副產品如硫、氨、氧化鋁、純鹼、鈾和蘇打石。在1946年至1952年期間，在愛沙尼亞錫拉邁埃的海洋變種云片衣属頁岩被用來提煉鈾，而在1950年至1989年期間，瑞典從明礬頁岩中提煉鈾。油頁岩氣曾被用作天然氣的替代品，但截至2009年，這種替代品在經濟上仍不可行。
從油頁岩提煉的頁岩油無法完全直接替代常規原油。通常它含有比傳統原油更高濃度的烯烴、氧氣和氮氣。有些頁岩油含有較高的硫或砷。與期貨合約市場的西德克薩斯中間基原油相比，格林河地層頁岩油的硫含量在接近0%至4.9%之間（平均為0.76%），但前者的硫含量最多僅為0.42%。約旦的頁岩油硫含量會高達9.5%。格林河地層所產的頁岩油中砷含量也是個問題，因此在用作煉油廠原料之前必須經過相當程度的升級（加氫脫硫）。地上（即ex-situ）乾餾工藝所生產的頁岩油往往較原位工藝所生產的有較低的API比重。頁岩油最適合用於生產中間餾分油，例如煤油、噴氣機燃料和柴油。在1990年代和2000年代，全球對這些中間餾分油的需求，尤其是柴油的需求迅速增加。利用裂化反應可將頁岩油轉化為輕質碳氫化合物（汽油）。

## 經濟學

愛沙尼亞納瓦頁岩油廠（稱為Enefit280廠）的360度環景圖。此廠每小時可處理280公噸油頁岩。

只有當特定地區的頁岩油生產成本低於原油或其他替代品的價格（盈虧平衡價格）時，開發頁岩礦藏才有成功的機會。根據智庫蘭德公司所做的調查，在一個美國假設的地上乾餾綜合組成（包括礦山、乾餾廠、升級廠、配套公用設施和廢油頁岩回收），生產頁岩油的成本（依據2005年的美金價值作調整）會落在每桶70-95美元（440-600美元/立方米）。蘭德公司的估計把油母質的品質和提煉效率都列入考慮。只有世界原油價格維持在這水準上，經營者才能獲利。這項分析還談及當綜合組成建立後，加工成本會下降的進程。當產量首次達到5億桶（79×106立方米）後，成本將降低35-70%。假設商業生產開始後，每年產量增加25,000桶/天（4.0×103立方米/天），那麼在12年內的成本將預計下降到每桶35-48美元（220-300美元/立方米） 。在達到10億桶（160×106立方米）的里程碑後，成本將進一步下降至每桶30-40美元（190-250美元/立方米）。美國能源部在2010年估計，當世界平均油價持續高於每桶54美元時，異地工藝（ex situ）就具有經濟價值，而在價格高於每桶35美元的情況下，原位工藝（in situ）即具有經濟價值（投資回報率均設定為15%）。國際能源署根據各種試點項目所得的資料估計，投資和運營成本將與加拿大阿薩巴斯卡油砂的投資和運營成本相似，表示按當前成本，每桶60美元以上的價格將可產生經濟利益。此數字未把碳定價列入考慮，否則會增加額外成本。根據國際能源署《2010年世界能源展望》中介紹的新政策情景，預到2035年排放的每噸二氧化碳的價格為50美元，每桶頁岩油的成本會因此額外增加7.50美元。
在石油信息雜誌 (Petrole Informations,ISSN 0755-561X）1972年版的報導，頁岩油的生產與煤炭的液化相比，處於不利地位。文章指出，煤液化成本更低，可產出更多的液體燃料，對環境的影響更小。文章提出每噸煤可轉化出650升（170美制加侖；140英制加侖）石油，而每噸油頁岩可產出出150升（40美制加侖）的頁岩油，因此該等到煤炭耗盡之後才開採油頁岩。
衡量開採可行性的一個關鍵指標，是油頁岩產生的能量與其開採和加工過程中所需能量的比率，這種比率稱為“能源投資回報率”(EROEI)。由於多種原因，這種EROEI值難以取得。主因是缺乏現代工藝方面的可靠研究、不完善或缺乏記錄以及僅有為數不多的運作機構。由於開採油頁岩牽涉複雜的技術，其EROEI遠低於常規石油的EROEI（約為20:1）。在1984年所做的一項研究，估計各種已知油頁岩礦藏的EROEI落在0.7–13.3之間。而已知的油頁岩開採項目宣稱其EROI可達3到10之間。根據IEA《2010年世界能源展望》，非原位加工的EROEI通常為4至5，而原位加工甚至可能低至2。為提高乾餾油頁岩的效率，並由此提高頁岩油生產率的可行性，研究人員提出並測試過幾種共同熱裂解工藝（加入其他材料，如生物質、泥炭、廢瀝青或橡膠和塑料廢料共同燃燒）。

## 環境問題考慮
開採油頁岩會差生許多環境影響，露天開採比地下開採更為明顯。 包括有埋在地下材料突然快速暴露，隨後氧化引起的酸排放，把包含汞在內的金屬引入地表水和地下水，侵蝕作用加劇，含硫氣體排放，以及加工、運輸和支持活動產生的懸浮微粒而造成的污染。

油頁岩開採會破壞礦區土地和生態系統的生物和娛樂價值。燃燒和熱處理會產生廢料。此外，油頁岩加工和燃燒產生的大氣排放物包括溫室氣體 - 二氧化碳。環保主義者反對油頁岩的生產和使用，因為它比傳統的化石燃料會產生更多的溫室氣體。實驗性原位轉化過程和碳捕集與封存技術可能在未來可將其中一些擔憂降低，但同時又會產生其他問題，包括地下水污染。通常與油頁岩生產相關的水污染物包括氧和氮雜環化合物，其中常見的檢測實例包括喹啉衍生物、吡啶和吡啶的各種烷基同系物（甲基吡啶、二甲基吡啶）。
水資源是乾旱地區的敏感問題，例如美國西部和以色列的內蓋夫沙漠，在水資源稀缺的情況下仍計劃擴大油頁岩開採。根據不同技術，地上乾餾每生產1桶頁岩油需用到1到5桶水。美國內政部土地管理局發布的2008年環境影響聲明指出，露天採礦和乾餾作業每產生1短噸（0.91噸）油頁岩，會產生2至10美制加侖（7.6至37.9升；1.7至8.3英制加侖）的污水。據一項估計，原位工藝所用的水量約為舊法的10分之1。
包括綠色和平組織成員在內的環境保護主義組織針對油頁岩產業所發起的強烈抗議活動。造成昆士蘭能源公司於2004年把擬議中的斯圖爾特油頁岩項目擱置。